# Tempestividade
A tempestividade, definição daquilo que é tempestivo ou oportuno, é um conceito do Direito processual que qualifica atos processuais realizados pelas partes da lide, dentro do prazo previsto em lei.
Para que o mérito seja julgado, é necessário primeiro que a tempestividade seja observada.

## Por país

### Brasil
A existência ou não da tempestividade dos Recursos Especial e Extraordinário será avaliada em dois momentos distintos: primeiro pelo juízo a quo, quando da interposição do recurso (CPC, art. 1.030, V), e segundo pelo juízo ad quem, antes do julgamento do mérito. Já no Agravo em Recurso Especial e em Recurso Extraordinário a admissibilidade será realizada apenas pelo juízo ad quem.
A admissibilidade de um recurso poderá ser apreciada de ofício, a qualquer tempo e grau de jurisdição, independente de manifestação das partes, sendo desnecessária a alegação do vício pelo recorrido em suas contrarrazões recursais.

## Tempestividade digital
Tempestividade digital é um conceito utilizado em Direito da informática, relativo à possibilidade de comprovar que um evento eletrônico ocorreu em um determinado instante. É usado de forma análoga à tempestividade no Direito em geral.
Quando se entrega um documento (papel por exemplo) de forma analógica é feito um protocolo que contém a data e hora do recebimento do mesmo. A tempestividade digital é um mecanismo que possa garantir a comprovação de que se cumpriu o prazo de envio ou recepção no mundo digital, sendo que a data e hora fornecidas pelo relógio do computador do usuário não devem ser usadas porque, como se sabe, podem ser facilmente alteradas.